# M982 Excalibur

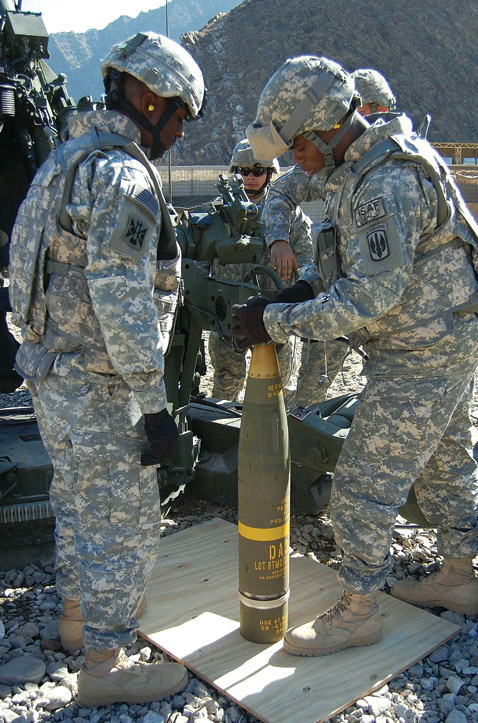
Артилеристи армії США готують снаряд M982 Excalibur до стрільби в Афганістані, 2008 рік.

M982 Excalibur (колишнє позначення XM982) — високоточний артилерійський снаряд калібром 155 мм. Створений спільними зусиллями різних дослідницьких підрозділів Армії США та компанією Raytheon.
До розробки та виробництва боєприпасу залучена низка компаній, зокрема, Raytheon, BAE Systems, Camber Corporation, Huntington Ingalls Industries, та інші.
Система наведення інерціальна комбінована з GPS. Завдяки високій точності снаряд може вражати цілі на відстані до 75-150 м від дружніх підрозділів, або ж коли цілі знаходяться серед цивільної забудови й використання традиційних некерованих артилерійських снарядів неможливе через високий ризик супутніх втрат.
У 2015 році США мали намір придбати 7474 снарядів при сукупній вартості $1,9341 млрд (що приблизно дорівнює $258 777 за снаряд). Вже у 2016 році вартість одного снаряду вдалось знизити до $68 000 за одиницю.
Випробування версії з наведенням за відбитим променем лазера для стрільби з корабельної артилерії розпочались у 2015 році.
Станом на жовтень 2018 року в бойових умовах здійснили 1 400 пострілів цим снарядом.

## Історія розробки
Програма «Excalibur» розпочалася в 1992 році. Документ вимог щодо експлуатаційних характеристик від травня 1997 року передбачав 200 000 пострілів некерованого снаряда з підвищеною дальністю за орієнтовною ціною $4 000 за постріл, і 23 січня 1998 року компанія Texas Instruments отримала початковий контракт на стадію інженерного та виробничого розвитку. У листопаді 2001 року обсяг був скорочений до 76 677 пострілів, а згодом ще знижений до 61 483, проте розробників підбадьорив досвід Індії, яка використовувала російські керовані снаряди «Краснополь» проти пакистанських бункерів у війні в Каргілі 1999 року.
У березні 2004 року програма була об'єднана зі шведсько-американською програмою для створення коректованих по траєкторії боєприпасів, що було відображено в новому документі вимог у вересні 2004 року, який відмовився від варіанту касетного боєприпасу DPICM на користь варіанту з осколково-фугасною боєголовкою. Пізніше того ж року армія США знизила свій запланований обсяг замовлення до 30 000 артилерійських пострілів. У травні 2005 року було затверджено малосерійне виробництво з обсягом 500 снарядів, а в червні 2005 року Raytheon отримала контракт на виробництво 165 снарядів на суму $22,1 мільйона. У вересні того ж року снаряд успішно продемонстрували на випробувальному полігоні Юма, Арізона. У червні 2006 року Raytheon отримала контракт на $42,7 мільйона для виробництва 335 снарядів Excalibur та пов'язаних з ними тестових виробів та послуг на той фінансовий рік.
У серпні 2006 року були виявлені технічні проблеми, пов'язані з чутливістю до навколишнього середовища та блокуванням сигналу GPS, що перенесло очікувану дату введення в експлуатацію на весну 2007 року. Випробування у вересні продемонструвало фактичне середнє кругове ймовірне відхилення (КІВ) 5 м або менше.
Перший етап Ia-1 завершив випробування на початку 2007 року, а у квітні того року армія США схвалила термінове введення снаряду в експлуатацію для розгортання в Іраку. Excalibur вперше був використаний в Іраку в травні 2007 року. Етап Ia-2 досяг дальності 40 км у демонстрації вогню в квітні 2007 року, а в липні виконавчий директор армійських закупівель схвалив рішення про введення в малосерійне виробництво для Ia-2. Снаряд було розроблено за фінансової підтримки Швеції в розмірі $55,1 мільйона, яка очікувала отримання боєприпасів у 2010 році. В Афганістані Excalibur дебютував у лютому 2008 року. У жовтні 2007 року армія Австралії замовила снаряди Excalibur на суму $40 мільйонів, а у квітні 2008 року замовлення було переглянуто до орієнтовної суми $58 мільйонів. У 2008 році одинична вартість снаряда становила $85 000.
У вересні 2008 року компанії Raytheon і Alliant Techsystems отримали конкурентні контракти на розробку для серійного виробництва етапу Increment Ib, але Raytheon отримала остаточний контракт на виробництво у серпні 2010 року. Випробувальні постріли снарядів Ia-1 у березні 2009 року показали, що інерційний вимірювальний блок Honeywell не відповідав стандартам, і його замінили блоком від Atlantic Inertial Systems. У квітні 2010 року заплановане замовлення армії США було скорочено з 30 000 до 6 264 пострілів, що значно підвищило одиничну вартість і спричинило розслідування відповідно до поправки Нанна-Маккьорді. Зазвичай порушення Нанна-Маккьорді означає проблеми в програмі, але звіт RAND 2012 року дійшов висновку, що підвищення одиничної вартості було викликане скороченням кількості закупівлі, оскільки для досягнення того ж ефекту було потрібно менше снарядів через покращену точність сучасної артилерії.
У грудні 2012 року Raytheon отримала контракт на $56,6 мільйона на малосерійне виробництво снарядів Excalibur Ib. 10 вересня 2013 року Raytheon отримала контракт на $54 мільйони на другу партію артилерійських снарядів Excalibur Ib. Excalibur Ib відрізняється підвищеною надійністю та нижчою одиничною вартістю порівняно з попередніми Excalibur Ia-1 і Ia-2. На момент надання контракту в театрі військових дій було використано понад 690 снарядів Excalibur. У лютому 2014 року армія США та Raytheon випустили 30 снарядів Excalibur Ib по тестових цілях для підтвердження продуктивності та надійності конфігурації перед серійним виробництвом. Снаряди стріляли з гаубиць Paladin і M777 на дальностях від 7 до 38 км, кожен влучив у ціль із середнім відхиленням 1,6 м.
3 квітня 2014 року був зібраний останній снаряд Excalibur Ia, що ознаменувало перехід на фокусування снарядів Increment Ib. Понад 6 500 снарядів Ia було поставлено армії та морській піхоті США, а також кільком міжнародним замовникам. Початкове оперативне тестування та оцінка для Excalibur Ib було завершено в травні 2014 року, що наблизило снаряд до повномасштабного виробництва. Під час тестування Excalibur Ib середнє відхилення від цілі склало менше 2 м. 31 липня 2014 року Raytheon отримала контракт на $52 мільйони на запуск серійного виробництва снаряда Excalibur Ib.
У червні 2014 року Raytheon успішно протестувала снаряд Excalibur S із системою наведення GPS/SAL. Цей варіант включає лазерний трекер у снаряд Excalibur Ib. Тестування підтвердило здатність LST витримувати запуск з гаубиці: снаряд був спочатку наведений за координатами GPS, а потім наведений на ціль за допомогою лазерного цілевказівника. У лютому 2020 року Raytheon оголосила, що Excalibur S був успішно випробуваний проти рухомої цілі з використанням лазерної головки самонаведення.
У квітні 2024 року компанія Hanwha Aerospace провела випробувальні стрільби M982A1 Excalibur Increment Ib на випробувальному полігоні Юма, використовуючи норвезький варіант K9 VIDAR. K9 застосовував різні режими детонаторів і досяг точності менше одного метра (КІВ) у режимі контактного підриву та 5 метрів над ціллю в режимі підриву на висоті, на відстані 50 км.

### Excalibur N5
У вересні 2015 року компанія Raytheon провела бойове випробування Excalibur N5 — ініціативи, профінансованої компанією, для зменшення калібру снаряда Excalibur з 155 мм до 127 мм (5") для використання з морськими гарматами на есмінцях і крейсерах. Excalibur Ib і N5 мають 70% спільних компонентів, 99% однакове програмне забезпечення та однаковий блок керування та навігації. Основні задачі Excalibur N5 — це дозволити військовим кораблям точно обстрілювати наземні цілі для підтримки військ на узбережжі та недорого знищувати швидкі бойові катери на великій відстані.
Некеровані 127 мм снаряди з морських гармат Mark 45 мають дальність до 13 морських миль (24 км), але можуть вести точний вогонь лише на відстань до 8 морських миль (15 км), тоді як малі атаки з крилатими ракетами можуть запускатися з відстані 15–20 морських миль (28–37 км). Як і наземна версія, Excalibur N5 розкриває кермові стабілізатори після запуску, що дозволяє снаряду планувати на більші відстані перед тим, як повернутися носом вниз і пікірувати на ціль, розширюючи дальність до 20–26 морських миль (37–48 км) залежно від довжини ствола гармати. Хоча дальність була б більшою з ракетним двигуном, це також збільшило б вартість. Додані альтернативні системи наведення для ураження маневруючих цілей, такі як лазерне наведення, що вимагає позначення цілі, і радар міліметрового діапазону, який не потребує зовнішнього наведення.

### Назва
Високоточний снаряд M982 названий на честь легендарного магічного меча Екскалібура — зброї короля Артура.

## Варіанти

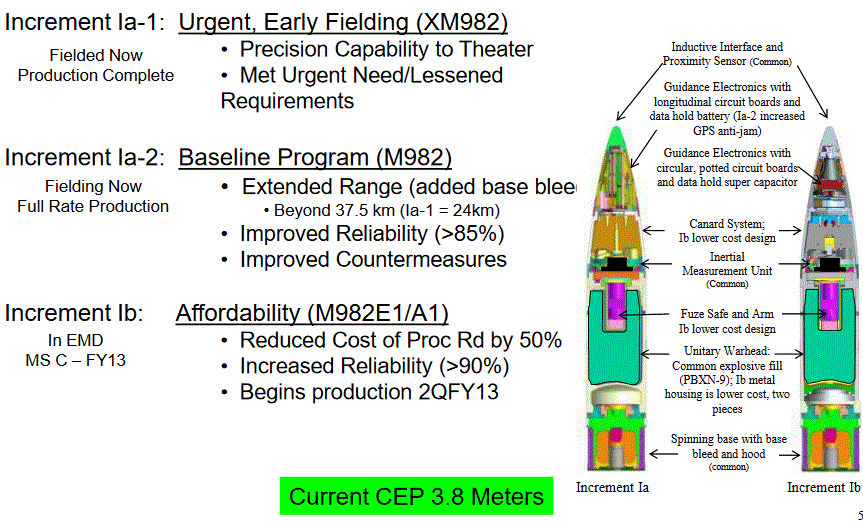
Опис різних варіантів M982 від предсерійної до серійної моделі.

Існують три основні версії системи. Першою була версія Increment I.
- Increment I має унітарну бойову частину для застосування проти стаціонарних цілей.
  - Increment Ia-1: Снаряд з меншою ефективною дальністю, створений внаслідок пришвидшення розробки. Прийнятий на озброєння в 2007 році[15]. (XM982)[32].
  - Increment Ia-2: Снаряд зі збільшеною ефективною дальністю та захистом від придушення GPS сигналу. (M982)[32].
  - Increment Ib: Готовий для серійного виробництва снаряд з нижчою вартістю але повним набором характеристик. (M982A1)[32].
    - Excalibur S: Створений в ініціативному порядку компанією Raytheon на основі Excalibur Ib снаряд з наведенням за лазерним променем. Таким чином снаряд отримав можливість вражати рухомі цілі або ж змінювати точку ураження вже після пострілу[33].
    - Excalibur N5: Версія Excalibur S але зі зменшеним калібром 127 мм для використання у корабельній артилерії[34]. Також існує проєкт розробки голівки самонаведення з РЛС міліметрового діапазону для операцій типу «вистрелив та забув»[6].
    - Excalibur EST: Excalibur Shaped Trajectory (зі змінною траєкторією), має можливість вражати ціль під заданим кутом, представлено в серпні 2018 році та прийнятий на озброєння невдовзі після того[9].
- Increment II «Розумний» снаряд для ураження рухомих цілей[18]. Касетна бойова частина може містити або 65 бойових елемента DPICM або пару SADARM[35].
- Increment III: снаряд з можливістю автоматичного розпізнавання цілей, пошуку й ураження окремих машин з відомими характеристиками[18].

### Сумісність
Зі снарядом Excalibur сумісні наступні САУ та гаубиці:
- M109A6 Paladin та M109A7
- AS-90
- PzH 2000
- G6
- Archer
- CAESAR
- AHS Krab
- M198
- M777

## Бойове застосування

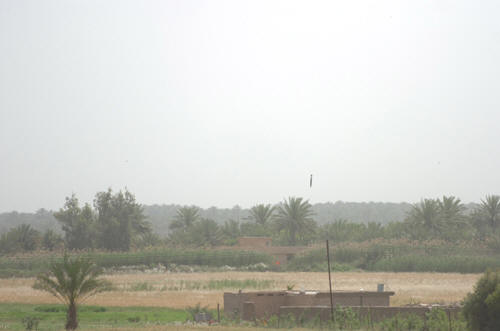
Високоточний керований снаряд M982 Excalibur (в центрі) падає на споруду — передбачуване укриття повстанців під час бойових дій у північному районі Багдада 5 травня 2007 року.

M982 Excalibur вперше був використаний під час Іракської війни в травні 2007 року, а в Афганістані Excalibur дебютував у лютому 2008 року.
У лютому 2012 року гаубиця M777 Корпусу морської піхоти США в провінції Гельманд, Афганістан, випустила один снаряд Excalibur, який вразив групу бойовиків на рекордній для морської піхоти відстані 36 км.

### Російсько-українська війна
Високоточний артилерійський снаряд M982 Excalibur активно застосовується українськими артилеристами для відбиття російської агресії.
14 жовтня 2022 року Збройні Сили України знищили російську самохідну артустановку «Мста-С» під час контрнаступальних дій у Херсонській області. Для знешкодження «Мста-С» військові 45 окремої артилерійської бригади використали високоточний артилерійський боєприпас M982 Excalibur.
В жовтні 2022 року українські артилеристи успішно використовували отримані снаряди для ураження різноманітних ворожих об'єктів. Наведення на ціль виконували, серед іншого, із використання комплексів з БПЛА «Лелека-100».
3 лютого 2023 року українські військові уразили другий рідкісний російський «арктичний» зенітний комплекс Тор-М2ДТ. Російську систему протиповітряної оборони знищили, імовірно, за допомогою одного американського високоточного снаряда M982 Excalibur.
5 лютого 2023 року у Херсонській області українські розвідники виявили 152-мм самохідну гаубицю 2С19 «Мста-С», яка завдавала ударів по місту Херсон. Українським артилеристам вдалося уразити російську «Мста-С» за допомогою американського високоточного снаряда M982 Excalibur.
18 лютого 2023 року бійці 44-ї окремої артилерійської бригади імені Гетьмана Данила Апостола ЗСУ помітили російську РСЗВ «Град» на тимчасово окупованій території Запорізької області. Російську систему залпового вогню калібру 122-мм знищив американський високоточний артилерійський боєприпас M982 Excalibur.
18 лютого 2023 року артилеристи 406-ї окремої артилерійської бригади оприлюднили відео зі знищенням 3 російських САУ «Мста-С» за три дні. Російські артилерійські установки уражали за допомогою причіпних 155-мм гаубиць M777 та високоточних снарядів M982 Excalibur. 25 лютого 406 ОАБР на Херсонщині знешкодила російську РЛС АРК-1 «Рись».
24 березня 2023 року військові контррозвідники СБУ допомогли зкоригувати M982 Excalibur на російські артилерійські гармати 2А36 «Гіацинт-Б». В результаті злагоджених дій контррозвідників та артилеристів ЗСУ було знищено 4 гармати.
19 травня 2023 року в Херсонській області українські артилеристи 406 ОАБР знищили російський танк та гармату «Гіацинт-Б». Для знищення ворожої техніки застосували гаубицю M777 та високоточний артилерійський боєприпас M982 Excalibur.
24 травня 2023 року українські артилеристи знищили одразу дві російські САУ «Мста-С». На позицію російської артилерії випустили два американські високоточні 155-мм снаряди M982 Excalibur. Обидва снаряди влучили практично в одну точку та уразили ворожі установки.
2024 року ефективність високоточного снаряду M982 Excalibur почала падати через слабку РЕБ захищеність. За словами волонтера, шоумена та політичного діяча Сергія Притули, 18 з 20 снарядів не влучали в ціль після того, як росіяни змогли корегувати GPS координати по яким орієнтуються снаряди.

## Оператори

Країни-оператори M982 позначено синім кольором, можливі оператори позначено фіолетовим кольором

### Поточні
- Австралія
- Індія — придбано 1200 одиниць у 2019 році[48].
- Йорданія[49]
- Канада
- Нідерланди — замовлено у 2015 році, прийнято на озброєння у 2018 році[50][51].
- США — Армія та Корпус морської піхоти США
- Україна — понад 3000 одиниць, станом на 2023 рік[52]. Надано такими країнами, як США та Канада, після вторгнення Росії в Україну у 2022 році[53][54][55].
- Швеція

### Можливі
- Норвегія — подано запит на придбання.

### Індія
У 2019 році Індія придбала 1200 високоточних снарядів M982 Excalibur.
Згідно з повідомленнями за липень 2025 року, індійська армія, ймовірно, терміново закупить додаткові снаряди Excalibur після їх широкого використання під час операції «Сіндур» (Індійсько-пакистанський конфлікт 2025 року).

### Україна
22 квітня 2022 року міністр національної оборони Канади Аніта Ананд повідомила про передачу Україні причіпних гаубиць M777 та додаткових пострілів для гранатометів Carl Gustaf. Також телекомпанія CBC повідомила про те, що крім звичайних боєприпасів до цих гаубиць Канада передала Україні й певну кількість високоточних снарядів M982 Excalibur, які залишилися в них після афганської війни.